# 平林広人
平林 広人（ひらばやし ひろんど、1886年4月3日 - 1986年2月21日）は、日本の教育者、児童文学翻訳家。デンマーク文学者。アンデルセンの研究で知られる。

## 経歴
長野県東筑摩郡上川手村（現安曇野市）に元村長・平林広十郎の子として生まれる。1905年旧制松本中学（現長野県松本深志高等学校）卒業。在学中に日本メソヂスト教会で受洗。上川手尋常小学校の代用教員となる。1908年青山学院高等科を中退。独学でキリスト教地方伝導士試験に合格。1915年には29歳で北安曇郡陸郷北尋常小学校長となる。
上京して東京市長・後藤新平の協賛を得て、1917年夏に通俗大学会の木崎夏期大学を開講させる。信濃通俗大学会は国民育成のために学校以外にも国民が学べる場が必要であるという理念のもと、平林の奔走で、後藤新平、加藤正治、今井五介、沢柳政太郎、伊藤長七、佐藤寅太郎らが設立に関わった組織で、公益財団法人として現在も続いている。1924年から3年間デンマークの成人教育機関「アスコフ国民高等学校」に留学。帰国後、青山学院専門部神学部講師。昭和4年 (1929) に興農学園校長に就任。1933年渡満し、新京でメソジスト教会の創設に参加する。
1962年日本児童文学会が発足すると評議員となり、1966年から東海大学文学部で北欧史を講義しながら児童文学の翻訳に多くの業績を残した。1986年、99歳で没する。

## 翻訳
- 『ベーリングの大探検 - 副司令ワクセルの手記』（ワクセル、石崎書店） 1955
- 『シルク・ロード / ベーリングの大探検 / 暗黒大陸』 （ヘディン / ワクセル / スタンレー著、平凡社、世界教養全集23） 1961
「シルク・ロード」は長尾宏也訳、「暗黒大陸」は宮西豊逸訳
- 『アンデルセン童話全集 4』 (矢崎源九郎共訳、講談社） 1979

## 編・著作
- 『農民の国デンマルク』（文化書房） 1924
- 『デンマーク語教本』（編、北欧文化協会）1953
- 『北欧人の海外雄飛とヴァイキング』（ベースボール・マガジン社、スポーツ新書）1958
- 『人間をつくる体操 - デンマーク体操の歩んだ道』 (ベースボール・マガジン社、スポーツ新書) 1959
- 『北海の白鳥 - ヨハネス・クヌッセンとデンマーク海人魂』（関西デンマーク協会）1964
- 『アンデルセンの研究』（東海大学出版会）1967

## 論文
- 月刊誌『都市問題』（後藤・安田記念東京都市研究所）
「時局と町会の活動」（第31巻第2号） 1940.08　
「デンマークにおける図書館網と公共図書館」（第56巻第2号）1965.02

## 栄誉
- 1926年 リッダー・アフ・ダンボネグル勲章（デンマーク）
- 1961年 日本ボーイスカウト連盟功労章
- 1966年 勲五等双光旭日章